# Platamone
I Platamone furono una famiglia siciliana di probabile origine greca, tra le più influenti del panorama politico del Regno di Trinacria nel Quattrocento.

## Storia
Nel Quattrocento, la famiglia Platamone era a Catania tra le più prestigiose, vale a dire tra quelle che riuscirono ad ottenere un buon numero di incarichi; infatti i suoi membri affiancarono al commercio, attività alla quale erano dediti, la gestione di numerose cariche pubbliche.
Annoverò vari esponenti di spicco, tra cui Michele Platamone (figlio di Baldassare, duca di Belmurgo per eredità Cannizzaro), che fu investito il 16 marzo 1803 dei titoli di principe di Larderia, principe di Rosolini, conte di Sant'Antonio, barone di Roccapalumba, barone di Cipolla, barone dell'Imposa, barone di Longarini, signore di Buscaglia, Ritibillini e Almidara, Sannini.
Un Francesco Platamone acquisì per matrimonio con una Corvino Sabia il marchesato di Mezzojuso e Platamone. La famiglia annovera numerosi cavalieri dell'ordine gerosolimitano.
Uno dei personaggi di maggior rilievo di tale famiglia fu comunque Giovanni Battista Platamone laureato in legge all'università di Padova, dal 1420 egli occupò diverse cariche di natura fiscale ed amministrativa, tra cui quella di viceré, e ambasciatore presso Alfonso d'Aragona e papa Eugenio IV, accumulando tra l'altro molti titoli nobiliari e feudi tra cui la città di Jaci e Rosolini, a tal punto da essere in grado di prestare danaro alla Corona.
Il suo nome, così come quello di un altro importante giurista dell'epoca, Adamo Asmundo, è legato, insieme a quello di Alfonso il Magnanimo, alla nascita della prima Università siciliana, appunto quella di Catania (1434).
Scrive il Di Blasi su di lui: 
Si narra che fosse in stretti rapporti con l'umanista Lorenzo Valla.
A Trapani la famiglia Platamone fu molto influente ed ebbe notevoli rappresentanti. Con decreto reale dell'undici agosto 1897 susseguito da Regie Lettere Patenti del 15 maggio 1898 venne concesso al signor Enrico Platamone, figlio di Giuseppe, nato in Trapani il 3 gennaio 1841, il titolo di marchese. Giuseppe Platamone fu uno dei discendenti di spicco.

## I palazzi Platamone
Nel XV secolo i Platamone eressero un vistoso palazzo a Catania, che contendeva a palazzo Biscari la fama di palazzo più lussuoso e rappresentativo della città.
Il palazzo poco dopo fu donato ai religiosi, e per questo, dopo il terremoto del Val di Noto del 1693 che distrusse in gran parte il Monastero di San Placido, durante ricostruzione di quest'ultimo vennero annesse le testimonianze più antiche del palazzo Platamone.
Oggi non rimane che un loggiato, sormontato da un balcone, custodito nel cortile del Monastero.
A Trapani a inizio novecento il marchese Enrico Platamone, fece costruire palazzo Platamone al di fuori della cinta muraria originaria della città vecchia ad angolo tra via Regina Margherita e piazza Vittorio Emanuele, in stile neoclassico, tipico dell'architettura gentilizia del tardo ottocento .